# Chlorops lenis
Chlorops lenis är en tvåvingeart som beskrevs av Becker 1924. Chlorops lenis ingår i släktet Chlorops och familjen fritflugor.
Artens utbredningsområde är Taiwan. Inga underarter finns listade i Catalogue of Life.